# 祠堂村 (錦田)

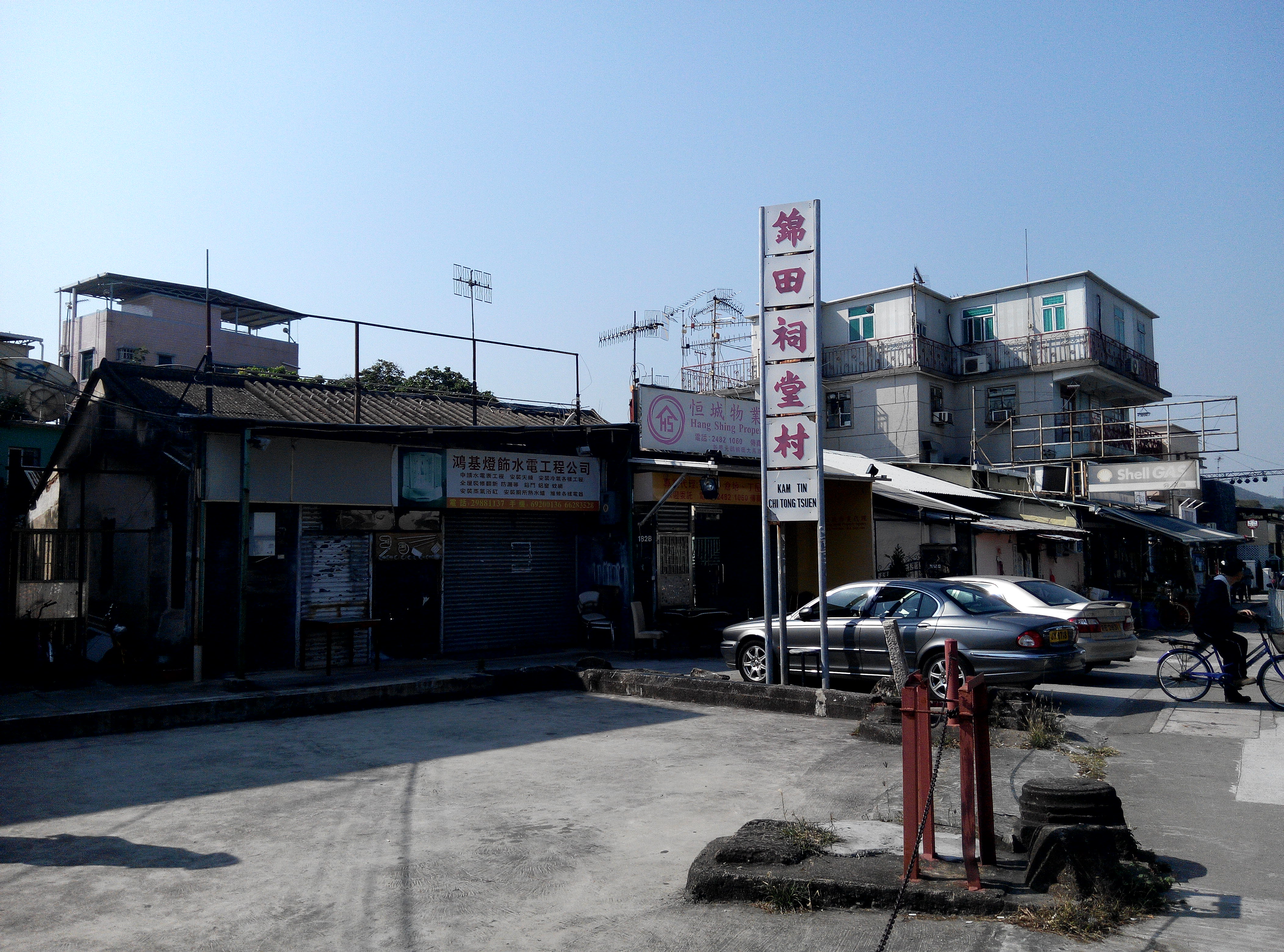
錦田祠堂村

錦田祠堂村是香港新界一個鄉村，位於元朗區錦田吉慶圍以南，鄰近錦上路一帶，屬錦田鄉事委員會管轄的村落之一。
雖然現場招牌顯示村名為「錦田祠堂村」，2013年選舉管理委員會的村名已改為「祠堂村」，不過大部分政府部門仍使用舊稱「祠塘村」，例如運輸署香港出行易應用程式地圖及地理資訊地圖依然將其地圖的村名寫作「祠塘村」，門牌資料亦沒有跟隨此次更改改變。

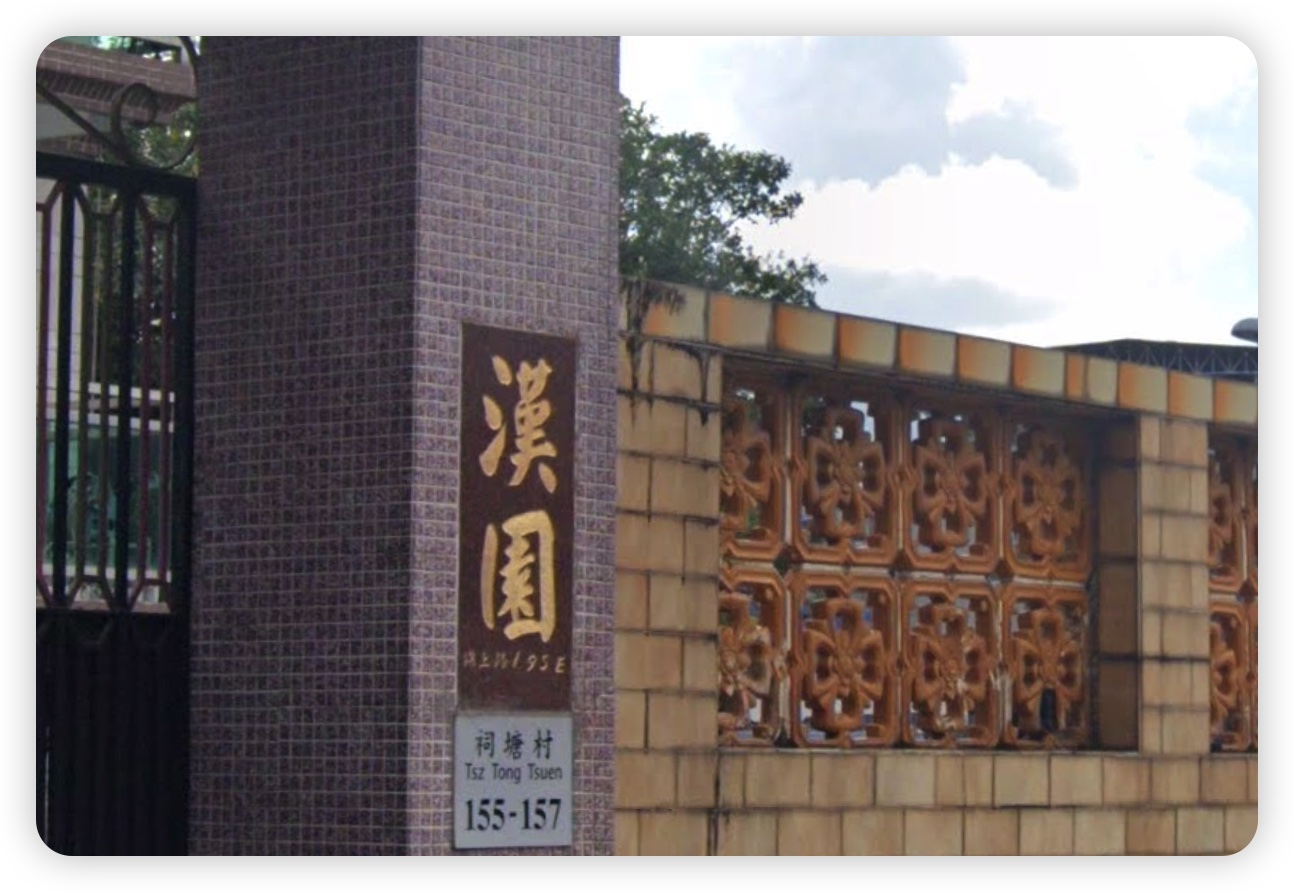
「漢園」的門牌依然寫作「祠塘村」

## 景點
該處的龍游尹泉菴鄧公祠建於清乾隆三十三年（1768年），已被列為香港三級歷史建築，還有一個名為的錦田紅磚屋的跳蚤市場。而鄧伯裘故居則於2024年10月10日被列為法定古蹟。

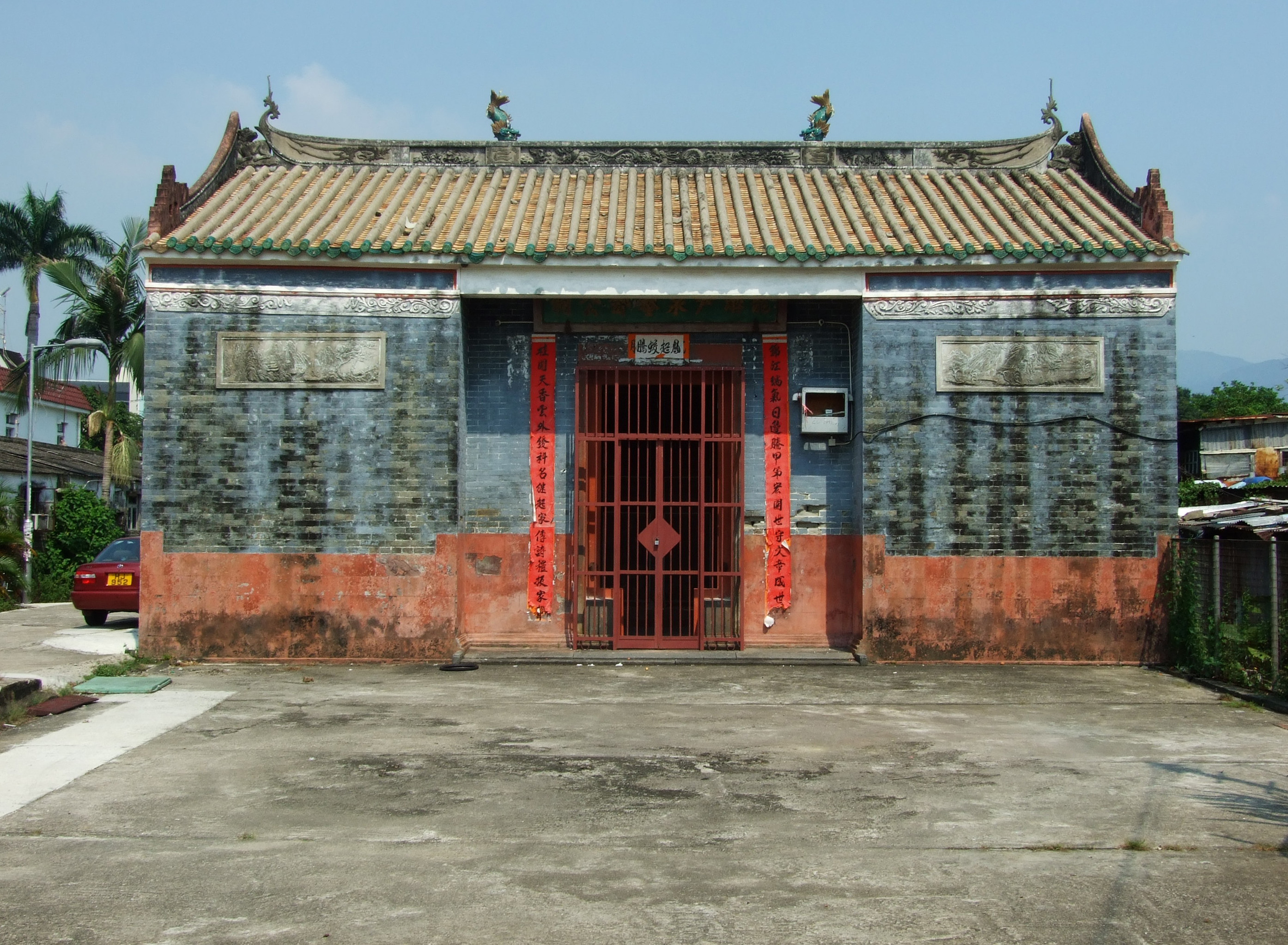
龍游尹泉菴鄧公祠
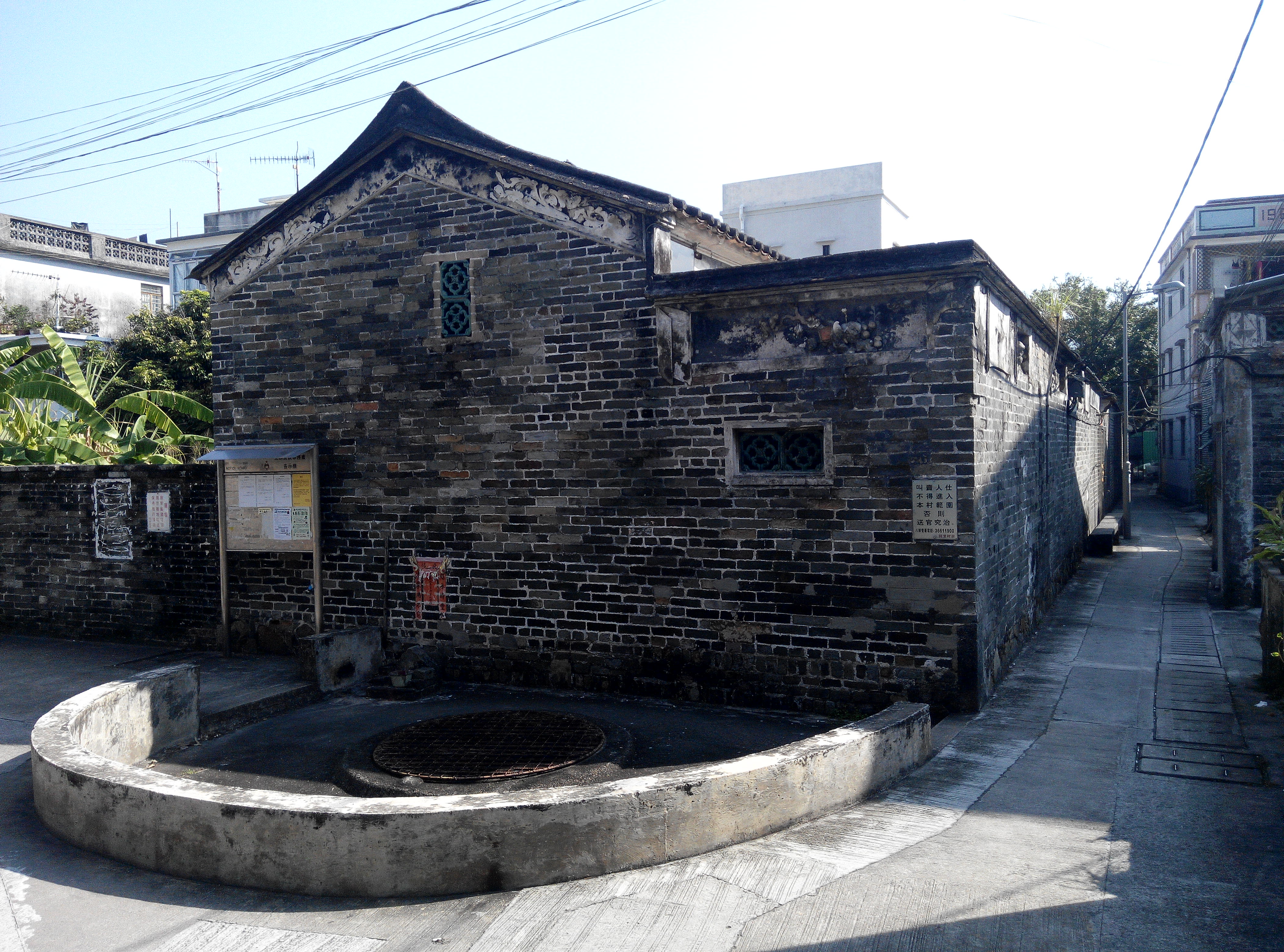
鄧伯裘故居
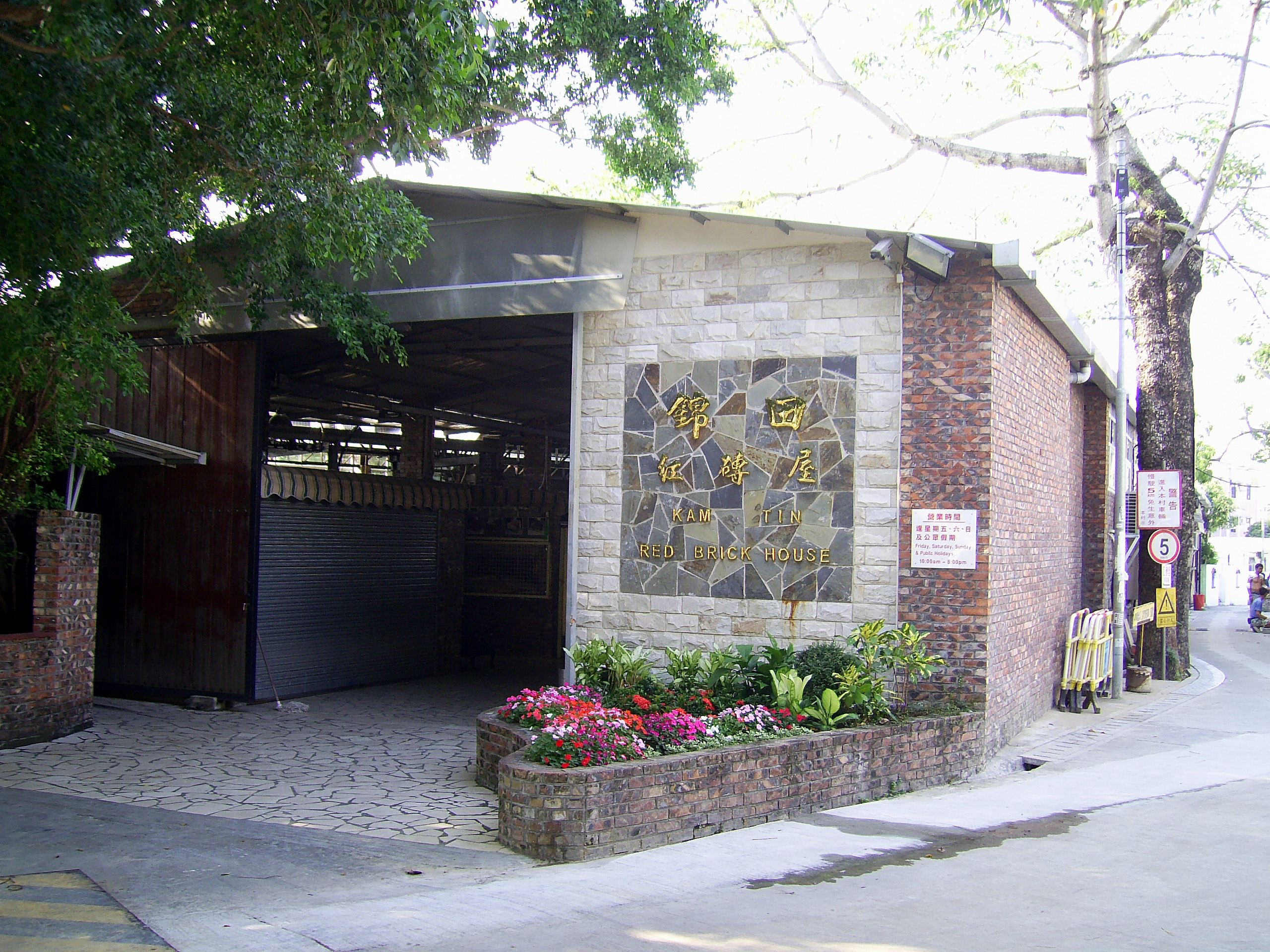
錦田紅磚屋

## 交通
- 九龍巴士64K線：來往元朗西及大埔墟站

## 事件
- 錦田殺警案：1967年12月9日，警員李觀生巡經祠堂村2號村屋時，遭兩名左派暴徒搶槍射殺。